# Luftstromwächter
Ein Luftstromwächter ist ein kompakter Sensor zur Überwachung von luft- und gasförmigen Strömungen. Der Luftstromwächter wird als stationärer Sensor direkt in die zu überwachende Strömung montiert und arbeitet nach dem kalorimetrischen bzw. auch als thermische Anemometrie bekanntem Messprinzip.

## Messprinzip
Die Messschaltung in einem Luftstromwächter basiert auf einem beheizten Messelement (Dünnfilmelement, NTC/Heißleiter), welches je nach Ausführung vollständig gekapselt in das Gehäuse integriert und vollständig umschlossen oder aber herausgeführt ist.
Die den Sensor umströmende Luft führt zu einer Abkühlung des Messelements. Je nach Arbeitsprinzip wird entweder der Grad der Abkühlung (Abkühlmethode) oder die Heizleistung, die erforderlich ist, um das beheizte Element wieder auf eine konstante Temperatur zu regeln (Konstant Temperatur Methode), als Indikator für die Strömungsgeschwindigkeit verwendet.

## Kalibrierung
Luftstromwächter haben in der Regel eine Einstellungsmöglichkeit für die Strömungsgeschwindigkeit, um die Empfindlichkeit bzw. Schaltschwellen an die Einsatzstelle anzupassen. Üblich sind intelligente Lösungen, die den Sensor per Knopfdruck kalibrieren, oder auch Potentiometer.

## Schwächen
Die Schwäche von Luftstromwächtern mit diesem Messprinzip liegt in der Erkennung und in der Kompensation von Temperaturschwankungen im Medium. Diese beeinflussen die messenden Elemente und können zu Fehlschaltungen führen.

## Bauform
Im praktischen Einsatz unterliegen insbesondere Luftstromwächter mit aus dem Gehäuse herausgeführten Messelementen Korrosion, Verschmutzung, mechanischer Beanspruchung oder bieten aggressiven Medien – wie sie in der Galvanik Verwendung finden – Angriffsfläche. Kompakte Luftstromwächter mit einem vollständig gekapselten Gehäuse sind gegen widrige Umgebungseinflüsse resistent, können aber das Messprinzip beeinflussende, abrupte Temperaturschwankungen weniger gut ausgleichen.